# Il Bounty
Il Bounty è un film del 1984 diretto da Roger Donaldson.
È la quinta versione della storia del famoso ammutinamento adattata per lo schermo dopo The mutiny of the Bounty film muto del 1916, In the wake of the Bounty del 1933 con Errol Flynn, il celebre La tragedia del Bounty del 1935 con Clark Gable e Charles Laughton e Gli ammutinati del Bounty del 1962 con Marlon Brando e Trevor Howard.
È stato presentato in concorso al 37º Festival di Cannes. La storia è narrata dal punto di vista del tenente di vascello William Bligh, personaggio realmente esistito che guidò, nel 1787, la fregata Bounty in un viaggio di 27.000 miglia per raccogliere piante dell'albero del pane, chiamato a deporre di fronte alla corte marziale presieduta dall'ammiraglio Hood, per rispondere dell'accusa di crudeltà, motivo che avrebbe favorito l'ammutinamento dell'equipaggio della nave da lui comandata.

## Trama
Il tenente di vascello William Bligh è chiamato a comparire di fronte alla corte marziale, presieduta dall'ammiraglio Alexander Hood. 
Dopo avere consegnato la sua sciabola inizia il suo racconto, che si svolge attraverso una serie di flashback. 
Dopo aver completato il ruolo dell'equipaggio, Bligh salpa con il Bounty dal porto di Portsmouth alla volta dell'isola di Tahiti. A causa della sua ambizione il comandante Bligh decide di far rotta per il Sud America, rotta più prestigiosa e rapida, seppur più pericolosa. Dopo un mese trascorso a tentare di doppiare il Capo Horn, facendo registrare la prima vittima, è costretto ad ammettere l'impossibilità dell'impresa a causa delle correnti avverse e una nave inadatta, e decide di invertire la rotta allungando il tempo di missione, dirigendosi però verso il meno pericoloso percorso attraverso il Capo di Buona Speranza. A causa degli scontri verbali sulle sue decisioni sostituisce il suo primo ufficiale John Fryer, il quale per primo aveva precedentemente consigliato di invertire la rotta, con l'amico Fletcher Christian.
Approdato sull'isola di Tahiti l'equipaggio, approfittando del clima dolcissimo e dell'ospitalità degli indigeni, soprattutto delle donne, passa un periodo sereno in attesa della crescita delle piantine dell'albero del pane. Il comandante, riscontrato il rilassamento dell'equipaggio ordina di salpare alla volta dell'Inghilterra, lasciando una sola settimana di tempo ma, in quel periodo, il medico di bordo, un anziano alcolizzato, muore e tre uomini, guidati da Charles Churchill, scontenti dell'idea di affrontare il viaggio di ritorno, decidono di disertare e di recarsi in un'altra isola, dalla quale sono costretti tuttavia a fuggire a causa dell'ostilità degli indigeni.

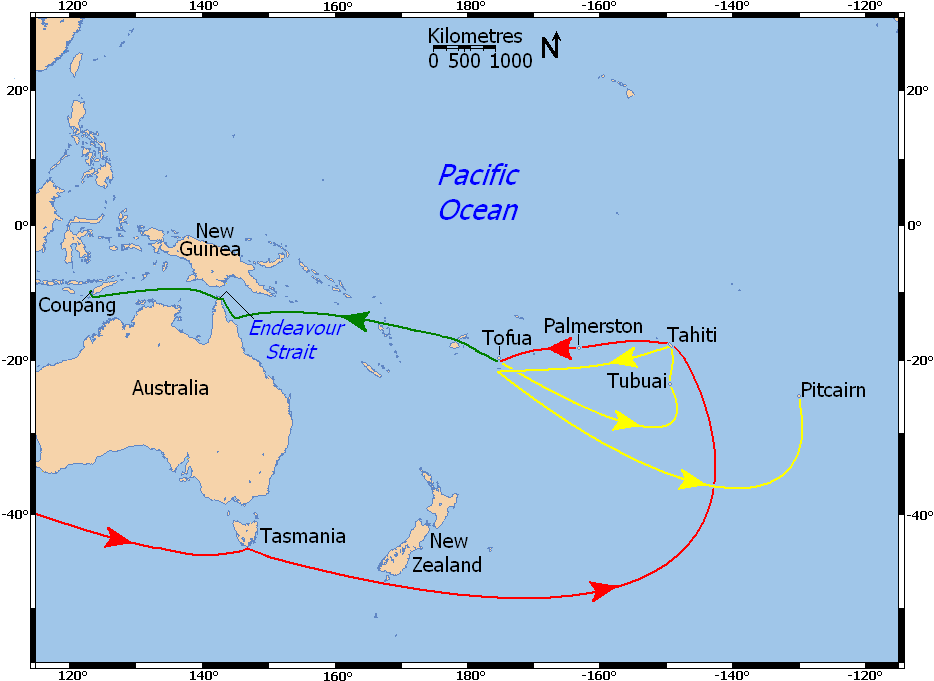
La rotta della fregata HMS Bounty e della scialuppa guidata dal tenente di vascello William Bligh dopo l'ammutinamento

Catturati da Bligh, i tre subiscono i rigori della punizione. Una volta fatta salpare la nave, il comandante addossa agli ufficiali la responsabilità dello scontento dell'equipaggio, promettendo un indurimento della disciplina a bordo, concretizzando il tutto con il continuo lavaggio del ponte. Christian, che nel frattempo si era "unito" con la figlia del Re Tynah, inizia a prendere in considerazione la possibilità di sostituire Bligh al comando della nave. La durissima disciplina, le continue punizioni alle quali l'equipaggio è sottoposto e soprattutto l'intenzione di Bligh di doppiare nuovamente Capo Horn per raggiungere la Giamaica, lo indurranno a guidare un ammutinamento.
Il comandante, sedici marinai e ufficiali rimasti fedeli vengono abbandonati alla deriva su di una scialuppa mentre il Bounty e il suo equipaggio, dopo essere tornati a Tahiti per prendere donne e viveri sufficienti, raggiungeranno l'isola disabitata di Pitcairn, la cui posizione risulta errata su tutte le carte, e vi si stabiliranno per sempre. Bligh e i suoi uomini, dopo attacchi di indigeni ostili, allucinazioni e un viaggio di seimila miglia, raggiungeranno con la scialuppa l'isola di Timor, da dove il comandante potrà fare ritorno in Inghilterra, venendo successivamente assolto dalla corte marziale dall'accusa di crudeltà; questa infatti considerò l'ammutinamento come un atto di pirateria.
Una didascalia finale informa che, diciotto anni dopo i fatti narrati, l'isola di Pitcairn fu scoperta da una baleniera americana, che vi trovò un solo superstite dell'equipaggio, John Adams, con nove donne e ventitré bambini; della sorte di Christian nulla s'è mai saputo con certezza.

## Produzione

### Riprese
Le riprese sono iniziate il 25 aprile 1983. La sceneggiatura finale è stata completata solo il giorno prima dell'inizio delle riprese.
Il film è stato girato in loco per 20 settimane a Moorea, Polinesia francese, nel Porto di Gisborne, in Nuova Zelanda, al Greenwich Palace, al Reform Club e Pall Mall a Londra. Molte delle riprese della nave furono girate nella baia di Opunohu a Moorea, che è la stessa baia in cui nel 1777 il capitano James Cook era approdato. Le scene sotto coperta della nave furono girate ai Lee Studios fuori Londra.
La replica del Bounty usata nel film è stata costruita in Nuova Zelanda prima ancora che la sceneggiatura fosse completata al costo di 4 milioni di dollari; l'intero film è costato 25 milioni di dollari. Donaldson ha detto che la nave "deve essere il supporto cinematografico più costoso mai costruito e fedele all'originale fino alle cuciture a mano sulle vele".
Il regista disse che le riprese sulla nave furono difficili. "La replica era lunga solo 27 metri e il suo design era arcaico; il rollio fu costante tutto il tempo e le persone soffrivano costantemente il mal di mare. Non è stata un'esperienza piacevole." Tuttavia, a differenza di molti altri film girati sull'acqua, Il Bounty è stato finito al di sotto del budget prestabilito.
Oltre al Bounty costruito in Nuova Zelanda, Lean aveva anche pensato di rimontare la fregata Surprise (replica della nave) | Rose per interpretare il ruolo di Pandora. Dal momento che quest'ultima ha continuato ad essere usata come HMS Surprise nel film di Peter Weir Master & Commander. Per le sequenze della tempesta è stato costruito un modello dettagliato di 7,62 metri del Bounty.
Gibson ha descritto la realizzazione del film come difficile a causa dei lunghi tempi di produzione e del maltempo: "Sono impazzito, di notte, quando uscivo, trattenevano il fiato. Una notte ho litigato in un bar e il giorno dopo ho dovuto girare solo un lato della mia faccia perché l'altro era troppo gonfio. Se vedi il film, puoi vedere il gonfiore in certe scene". Anthony Hopkins, che aveva combattuto con l'alcolismo fino a diventare astemio nel 1975, era preoccupato per i forti bevitori come Gibson, dicendo: "Mel è un ragazzo meraviglioso, con un futuro meraviglioso, è già una specie di superstar, ma corre il rischio di mandare tutto all'aria a meno che non si riprenda". Gibson, che allo stesso modo si è identificato come un alcolizzato, è stato d'accordo con questa preoccupazione e ha aggiunto la sua ammirazione per l'attore britannico: "Era eccezionale. Era fantastico lavorare con lui perché era aperto ed era disposto a dare".
Donaldson disse che Hopkins "era diventato Bligh" durante le riprese, "tanto che nessuno voleva sedersi con lui a colazione". Donaldson ammise che lui e Hopkins si scontrarono durante le riprese. "Sono un regista un po' difficile", disse in seguito Donaldson. "Non mi arrenderò finché non avrò davvero tirato fuori tutto il massimo da ogni scena... C'erano 32 gradi a Tahiti e l'umidità era al 100%, e Tony indossava un'uniforme di lana, tirata su fino al collo. Era impegnativo anche fisicamente."

## Accoglienza
Il film ha incassato 8,6 milioni di dollari negli Stati Uniti e in Canada. Nel suo weekend di apertura ha incassato 2.622.306 dollari in tutto il mondo ha incassato 18,3 milioni di dollari, contro un budget di produzione di 20 milioni di dollari.

### Critica
Il film è stato generalmente ben accolto dalla critica, con elogi generali per il realismo e l'accuratezza storica del film. Sul sito Rotten Tomatoes ha ricevuto una valutazione del 74% da 19 recensioni critiche con una valutazione media di 6,28/10. Roger Ebert ha dato al film quattro stelle su quattro, affermando: "Questo Bounty non è solo un film meraviglioso, vivace e intelligente, ma anche una specie di trionfo produttivo". 
Tuttavia, altri sono rimasti delusi dal film, soprattutto considerando il suo cast distinto. Molti critici hanno definito la performance di Gibson come insipida, in particolare se paragonata alle performance date da Clark Gable e Marlon Brando in due precedenti adattamenti. Vincent Canby del New York Times ha affermato: Il film sembra essere stato pianificato, scritto, recitato, girato e montato da persone che venivano costantemente scavalcate da altre persone. È totalmente senza vita.  Il film è stato inserito nel Festival di Cannes del 1984.